# 戎語支
戎語支是漢藏語系下一個提議中的分支。此分支由羅仁地（Randy LaPolla）提出，其根據是代词形式等形態學證據。
羅仁地（LaPolla 2003）將以下語言列入他所暫定的「戎語支」之下。
戎語支
- 嘉绒语支（常歸入羌语支）
- 侬语支
  - 独龙语
  - 阿侬语
  - 拉旺语
- 基兰特语支
- 西喜马拉雅语支
  - 金瑙爾語
  - 阿爾莫拉語
- 卡姆語
- 马嘉尔语
- 切彭語

卡姆語、馬嘉爾語和切彭語亦可能屬於“大马嘉尔语支”的一部分。